# Dillon Fournier
Dillon Fournier, född 15 juni 1994 i Dorval, Quebec, är en kanadensisk före detta professionell ishockeyspelare (back).

## Extern länk
- Presentation och statistik för Dillon Fournier som spelare  på Elite Prospects.